# 霍巴特 (密蘇里州)
霍巴特（英語：Hobart）是位於美國密蘇里州林肯縣的鬼鎮。

## 歷史
霍巴特的郵局於1897年設立，其後於1903年停運。

## 地理
霍巴特所處的海拔為高於海平面183米（即600英呎），而該地所採用的時區為UTC-6，即北美中部時區（CST）。同時該地設有夏令時間，為UTC-6調快一小時，即UTC-5（CDT）。